# Río Lleulleu
El río Lleulleu es el emisario del lago Lleulleu en la Región del Biobío.

## Trayecto
El río nace en el brazo noroccidental del lago y toma inmediatamente la dirección oeste que desviará abruptamente hacia el norte para seguir paralelo la línea de la costa por 2 km. En ese punto gira hacia el oeste para mezclar sus aguas con las del océano Pacífico en las proximidades de Antiquina.
Por su derecha recibe las aguas del estero Tayan o Pichiquilaco y las del estero Huilmó.

## Caudal y régimen
Su régimen es estrictamente pluvial.: 445 

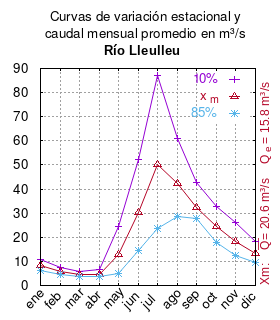
El diagrama muestra las curvas de variación estacional para 10% (años muy lluviosos) y 85% (años muy secos) y la curva de promedio mensual del río Lleulleu.

El caudal del río (en un lugar fijo) varía en el tiempo, por lo que existen varias formas de representarlo. Una de ellas son las curvas de variación estacional que, tras largos periodos de mediciones, predicen estadísticamente el caudal mínimo que lleva el río con una probabilidad dada, llamada probabilidad de excedencia. La curva de color rojo ocre (con {\displaystyle {\color {Red}\vartriangle }}) muestra los caudales mensuales con probabilidad de excedencia de un 50%. Esto quiere decir que ese mes se han medido igual cantidad de caudales mayores que caudales menores a esa cantidad. Eso es la mediana (estadística), que se denota Qe, de la serie de caudales de ese mes. La media (estadística) es el promedio matemático de los caudales de ese mes y se denota {\displaystyle {\overline {Q}}}. 
Una vez calculados para cada mes, ambos valores son calculados para todo el año y pueden ser leídos en la columna vertical al lado derecho del diagrama. El significado de la probabilidad de excedencia del 5% es que, estadísticamente, el caudal es mayor solo una vez cada 20 años, el de 10% una vez cada 10 años, el de 20% una vez cada 5 años, el de 85% quince veces cada 16 años y la de 95% diecisiete veces cada 18 años. Dicho de otra forma, el 5% es el caudal de años extremadamente lluviosos, el 95% es el caudal de años extremadamente secos. De la estación de las crecidas puede deducirse si el caudal depende de las lluvias (mayo-julio) o del derretimiento de las nieves (septiembre-enero).

## Historia
Su nombre proviene del mapudungún: derretirse o desmoronarse.[cita requerida]
Francisco Solano Asta-Buruaga y Cienfuegos escribió en 1899 en Diccionario Geográfico de la República de Chile sobre el río y el lago:
Lleulleu (Riachuelo de).-—Corriente de agua de poco caudal en el departamento de Cañete. Tiene origen en la vertiente occidental de la cordillera de Nahuelvuta á unos 15 kilómetros hacia el S. del extremo oriental de la laguna de Lanalhue; corre al O. á caer en una cuenca ú hondonada entre la serranía próxima al Pacífico, y forma en ella un depósito de agua de poca extensión prolongado del NE. al SO. con el nombre de laguna de Ranquilhue ó el del mismo riachuelo, el cual vuelve á salir del extremo occidental de ésta y, dirigiéndose igualmente al O., va después de un corto curso á descargar en dicho océano á unos 18 kilómetros al S. de la boca del Paicaví y poco menos al N. del puerto de Quidico. Sus riberas son fértiles y pobladas de árboles, y más abiertas y planas hacia su desembocadura.